# Tapalqué
Tapalqué es una localidad argentina ubicada en el centro de la provincia de Buenos Aires, cabecera del partido homónimo. Dista 273 km de la Ciudad Autónoma de Buenos Aires y 296 km de La Plata, la capital provincial.

## Toponimia
El nombre "Tapalqué" (en realidad sería "Tapalquén", así como el Tapalquén que cruza el paraje), significa en idioma mapudungún "agua con totoras" o "totoral", en referencia a las totoras que abundan en las márgenes del arroyo en cuestión.

## Población
Cuenta con 7,444 habitantes (Indec, 2010), lo que representa un incremento del 12,7% frente a los 6,605 habitantes (Indec, 2001) del censo anterior.
| Gráfica de evolución demográfica de Tapalqué entre 1960 y 2010 |
|                                                                |
| Fuentes: INDEC                                                 |

## Historia

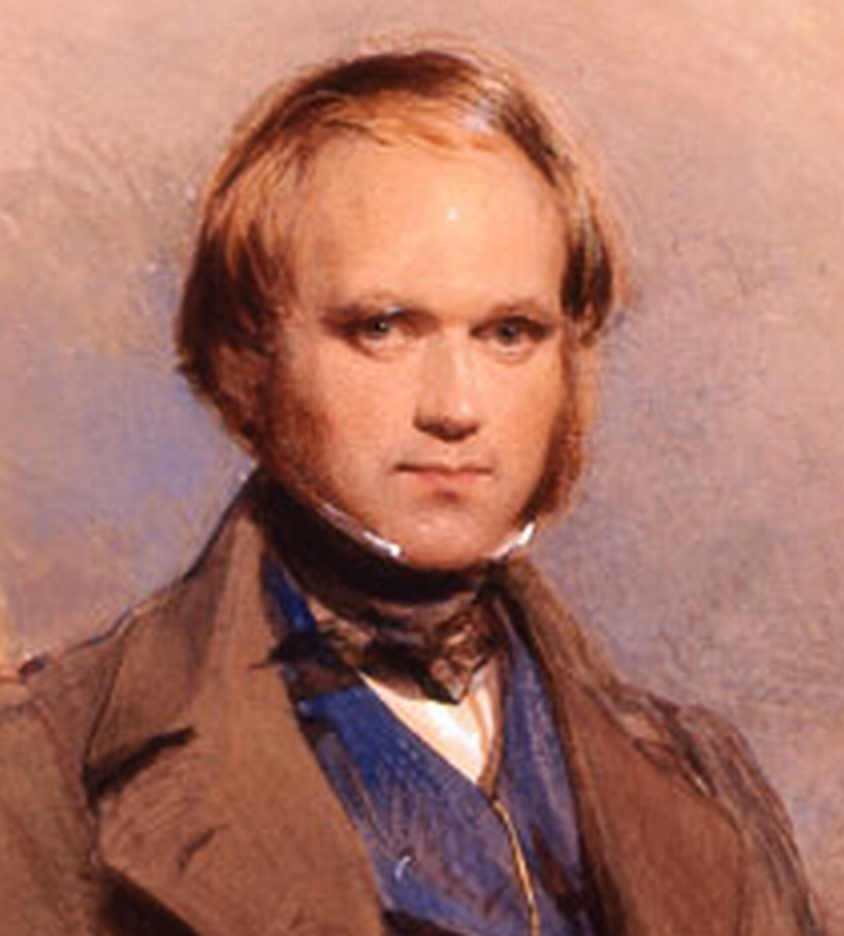
Charles Darwin.

Tapalqué era antiguamente una extensión de tierra con grandes bañados que se situaba en la zona de "El Perdido", hoy Olavarría. El 25 de diciembre de 1839, el gobernador Juan Manuel de Rosas, mediante el decreto 1430 reordenó en 14 secciones o partidos el gobierno civil de los territorios al sur del Río Salado. Entre ellos se creó el Partido de Tapalqué, asiento de guarniciones y fortines militares.
El 2 de marzo de 1855 el gobernador Pastor Obligado dispuso por decreto, a solicitud de los vecinos, el traslado del pequeño centro de población a las puntas del arroyo Tapalqué (Olavarría actual). En 1863 se intentó crear un nuevo poblado a pocos kilómetros del primitivo, sobre la misma margen del arroyo. El 7 de noviembre de 1863 el gobernador Mariano Saavedra decretó su fundación en campos de propiedad pública denominados "Juarra".
Luego de la caída del gobierno de Rosas, Namuncurá rápidamente organizó una sublevación general. Contaba para eso con Pincén, Baigorrita y sus indios de pelea. Catriel, aunque había firmado el tratado se puso del lado de Namuncurá y los malones se intensificaron. En octubre de 1855 los aborígenes atacaron el poblado en formación y obligaron a los vecinos a retirarse hacia Azul con 250 bajas. La sublevación cuenta con un total de 3.500 a 4.000 lanceros. El frente de invasión abarcaba desde Tres Arroyos a Alvear y penetra profundamente hasta las poblaciones y estancias de Tandil, Azul y Tapalqué; asesinan a soldados de los fortines sorprendidos y a pobladores. Capturaron mujeres y niños e incendian poblaciones. Solamente en la zona de Tandil fueron asesinados unos 400 vecinos, hubo otros 500 cautivos y se arrearon 300.000 animales. El Ministro de Guerra (Alsina) cambió su actitud y sin vacilar organizó la contraofensiva: Formadas en cinco divisiones, las tropas avanzaron a principios de 1876 sobre "Tierra Adentro". Aunque enfrentaron a los guerreros de Juan José Catriel, Namuncurá y Pincén, el resultado principal de la campaña fue la construcción de pueblos (Carhué, Guaminí, Puán, Trenque-Lauquen e Ita-ló), fuertes, fortines y a mediados de 1877 una zanja de 374 km entre Carhué y Laguna del Monte. (Zanja de Alsina). Lo que alivió un poco la situación de Tapalqué hasta la campaña al desierto de 1879 de Roca.
Charles Darwin, en su diario de viaje a bordo del barco HMS Beagle comandado por Robert FitzRoy, relata su paso por la zona de Tapalqué (a la que llama "Tapalguen") en septiembre de 1833, durante un trayecto por tierra desde Bahía Blanca a Buenos Aires. Darwin describe la cadena de sierras, el arroyo y la llanura, así como un poblado indígena de gran tamaño, haciendo mención a costumbres del lugar.
El nombre de Tapalqué es mencionado en el cuento de Jorge Luis Borges "El cautivo" incluido en el libro El hacedor 1960. La primera frase es: "En Junín o en Tapalqué refieren la historia."
El arroyo Tapalqué atraviesa el balneario municipal, que cuenta con canchas de vóley, básquet, fútbol, bochas, mesas, bancos, parrillas, un quincho y un restaurante. En el mismo predio se encuentra el campamento municipal y la colonia de vacaciones "Eva Perón".
En el ámbito histórico cultural, cuenta con un museo y centro de cultura. Entre sus principales atractivos históricos se encuentra la Pulpería San Gervacio, fundada en el año 1850, ubicada a 25 km del casco urbano.

## Acceso
Para llegar desde la Ciudad de Buenos Aires (280 km) se debe tomar la autopista Riccheri hasta Cañuelas. Luego por la Ruta Nacional 205 hasta Saladillo donde se accede a la Ruta Provincial 51 hacia Tapalqué.
Cuenta con la Estación Tapalqué del Ferrocarril General Roca. No presta servicios de pasajeros. Por sus vías pasan trenes de carga de la empresa Ferrosur Roca.

## Personalidades
- Juan Antonio Bourdieu - (1914-?) Poeta, cultor del arte de los payadores. Creador de "Paginas Argentinas" (audición radiotelefónica). Autor de "Hijo'e tigre" y "Honra gaucha.

- Raquel Liberman - (1900-1935) Mujer ucraniana, víctima de la trata de blancas, que logró denunciar a sus tratantes y deshacer la red judía de Zwi Migdal, que operaba en Argentina desde principios del siglo XX.

## Gastronomía
La localidad es conocida como la "Capital Nacional de la Torta Negra"  por la elaboración de la típica tortita negra pero con el tamaño de una pizza. 

## Parroquias de la Iglesia católica en Tapalqué
| Diócesis  | Azul                 |
| --------- | -------------------- |
| Parroquia | San Gabriel Arcángel |